# IV edició de la Mostra de València
La IV edició de la Mostra de València, coneguda oficialment com a IV Mostra de Cinema Mediterrani i Països de Llengües Romàniques, va tenir lloc entre l'1 i el 9 d'octubre de 1983 a València sota la direcció de Josep Enric Pons Grau, que dirigiria la Mostra per última vegada. A les quatre sales del Cine Martí, a l'AEC Xerea i a Valencia-Cinema es van projectar un total de 117 pel·lícules: 16 a la secció oficial, 31 a la secció informativa, 9 a la secció especial, 23 en la retrospectiva del cinema iugoslau, 13 curts d'animació de Zagreb, 10 Aquellos difíciles años 1960, 10 d'Yves Montand i 5 retrospectiva de la mostra. L'homenatge es va fer a Yves Montand, i també van anar de convidats Jorge Semprún, Marisa Paredes, Pedro Almodóvar, Sílvia Munt i José Sacristán. La gala d'inauguració fou presentada per Assumpta Serna i el compositor iugoslau Zoran Simjanović va dirigir l'Orquestra Municipal de València interpretant una peça composta expressament per la Mostra. Hi van assistir uns 30.000 espectadors

## Pel·lícules exhibides

### Secció oficial
- Histoire d'une rencontre de Brahim Tsaki [4]
- Hadduta misrija de Youssef Chahine
- Soldados de plomo de José Sacristán
- Liberty belle de Pascal Kané
- Clémentine Tango de Caroline Roboh
- Angelos de Giorgos Katakouzinos
- Amore tossico de Claudio Caligari
- Giocare d'azzardo de Cinzia TH Torrini
- Una gita scolastica de Pupi Avati
- Nešto između de Srđan Karanović
- Balkan ekspres de Branko Baletić
- Tahat al-Anqadh de Mai Masri i Jean Khalil Chamoun
- Lalla Chafia de Mohamed Abderrahman Tazi
- Hadithat el-Nosf Metr de Samir Zikra
- Traversées de Mahmoud Ben Mahmoud
- Derman de Şerif Gören
- Mine d'Atıf Yılmaz

### Secció informativa
- Beni ecën vetë de Xhanfise Keko
- Rupture de Mohamed Chouikh
- Sahla de Farouk Suta
- Vent de sable de Mohamed Lakhdar-Hamina
- Arzaq ya Dunia de Nader Galal
- Sawak al-utubis d'Atef al-Tayyeb
- Silencis de Xavier Daniel
- El arreglo de José Antonio Zorrilla
- Entre tinieblas de Pedro Almodóvar
- L'home ronyó de Raül Contel i Ferreres
- Delirium de Raúl García, Luis Albors, Antonio Navarro i Javier Reyes
- Truhanes de Miguel Hermoso
- Les Sacrifiés d'Okacha Touita
- Cap Canaille de Juliet Berto i Jean-Henri Roger
- To eftyhismeno prosopo tis Leonoras de Dinos Mavroeidis
- Balamos de Stávros Tornés
- To fragma de Dimitris Makris
- Piacevole confronto de Piero Vida
- Il pianeta azzurro de Franco Piavoli
- Lontano da dove de Stefania Casini i Francesca Marciano
- Beyrouth ma ville de Jocelyne Saab
- Les Beaux jours de Shehérazade de Mostafa Derkaoui
- Amok de Souheil Ben Barka
- Mel wad lhih de Mohamed Abbazi
- Katl an tariq al-tasalsol de Muhammad Shahin
- Sarâb d'Abdelhafidh Bouassida
- Hakkâri'de Bir Mevsim d'Erden Kıral
- 1980 d'Izzet Akay
- Kasialos d'Andros Pavlides

### Secció especial
- Al-Saqqa Mat (1977) de Salah Abu Seif
- Al-Mummia (1969) de Shadi Abdel Salam
- Al-ard (1969) de Youssef Chahine
- Shafika wa Metwalli (1978) d'Ali Badrakhan
- El corazón del bosque (1979) de Manuel Gutiérrez Aragón
- Tirez sur le pianiste (1960) de François Truffaut
- Une semaine de vacances (1980) de Bertrand Tavernier
- O Thíassos (1975) de Theo Angelópulos
- Matlosa (1971) de Villi Hermann
- Salvatore Giuliano de Francesco Rosi

### Retrospectiva de cinema iugoslau
- Slavica de Vjekoslav Afrić (1947)[5]
- Smrt gospodina Goluže de Živko Nikolić (1983)

### Aquellos difíciles años 1960
- Los golfos de Carlos Saura
- Los que no fuimos a la guerra de Julio Diamante Stihl

### Homenatge a Yves Montand
- La guerra s'ha acabat (1966) d'Alain Resnais
- El multimilionari (1960) de George Cukor
- El cercle vermell (1970) de Jean-Pierre Melville
- État de siège (1973) de Costa-Gavras

## Jurat
Fou nomenat president del jurat el sirià Omar Amiralay i la resta de membres foren Luis García Berlanga, Jaime Gil de Biedma, Marc Maurette, Ovidi Montllor, Jillali Ferhati, Josep Lluís Seguí i Rico, Enzo Porcelli, Keriman Ulusoy i Lordan Zafranović.

## Premis
Les pel·lícules guardonades foren les següents:
- Gran Premi: desert
- Segon premi: 
  - Amore tossico de Claudio Caligari 
  - Nešto između de Srđan Karanović
- Tercer premi: Hadithat el-Nosf Metr de Samir Zikra
- Mencions especials:
  - Tahat al-Anqadh de Mai Masri i Jean Khalil Chamoun 
  - Traversées de Mahmoud Ben Mahmoud 
  - Liberty belle de Pascal Kané 
  - Derman de Şerif Gören 
  - Fernando Fernán Gómez per Soldados de plomo